# (84991) Bettyphilpotts
(84991) Bettyphilpotts est un astéroïde de la ceinture principale.

## Description
(84991) Bettyphilpotts est un astéroïde de la ceinture principale. Il fut découvert le 22 décembre 2003 aux Monts Santa Catalina par le projet CSS. Il présente une orbite caractérisée par un demi-grand axe de 2,67 UA, une excentricité de 0,11 et une inclinaison de 9,5° par rapport à l'écliptique.

## Compléments